# Montebello Ionico
Montebello Ionico és un comune (municipi) de la Ciutat metropolitana de Reggio de Calàbria, a la regió italiana de Calàbria, situat a uns 130 km al sud-oest de Catanzaro i a uns 15 km al sud-est de Reggio de Calàbria. A 1 de gener de 2019 la seva població era de 6.161 habitants.
Montebello Ionico limita amb els municipis següents: Bagaladi, Melito di Porto Salvo, Motta San Giovanni, Reggio Calabria i San Lorenzo.